# سحلية دودية جبهية
سحلية دودية جبهية (الاسم العلمي: Amphisbaena frontalis) هي نوع من الزواحف تتبع جنس السحلية الدودية من فصيلة السحالي الدودية.